# Time Chasers
Time Chasers ist ein US-amerikanischer Science-Fiction-Film von David Giancola aus dem Jahr 1994.

## Handlung
Der Physiklehrer und Amateurpilot Nick Miller hat es endlich geschafft, eine Zeitreise zu unternehmen: mit Hilfe seines Commodore 64 und einem kleinen Flugzeug.
Er wurde von einer Werbung für GenCorp inspiriert, und er trickst den Manager von GenCorp wie auch einen Reporter einer Lokalzeitung aus. Zu Nicks Überraschung ist die Reporterin Lisa Hansen ein Mädchen aus seiner Schule gewesen, in das er verliebt war. Nach einer Reise ins Jahr 2041 arrangiert der Manager von Gencorp, Matthew Paul, ein Meeting für Nick mit CEO J. K. Robertson. Beeindruckt durch das Potenzial der Zeitreise, bietet Robertson Nick einen Lizenzvertrag auf die Erfindung an.
In der nächsten Woche treffen sich Nick und Lisa am Supermarkt und haben ein Date in den 1950er Jahren. Jedoch offenbart eine andere Reise ins Jahr 2041, dass GenCorp Nicks Zeitreisentechnologie missbraucht hat, um eine dystopische Zukunft zu schaffen. Nick versucht, mit J. K. darüber zu reden, wie GenCorp unachtsam die Zukunft zerstört. J. K. nimmt es gelassen und sagt, dass es genug Zeit gibt, um sich darum zu sorgen, bevor es geschieht.
J. K. sieht Nick als Bedrohung für GenCorp, und da eine Verbindung mit der US-amerikanischen Regierung besteht, werden Nicks Handlungen als Verrat angesehen.
Nick und Lisa entkommen GenCorp und versuchen, den Schaden in der Zukunft umzukehren.
Als J. K. davon erfährt, versuchen er und Matt, Nicks Flugzeug abzuschießen. Dabei töten sie Lisa. Nick schafft es, aus dem Flugzeug zu springen, bevor es zerstört wird.
Das endet schließlich in einem Kampf im Jahr 1777 während der amerikanischen Revolution. Todesfälle in der Gegenwart von Nick, Lisa, Matt und Robertson und die Zerstörung der Zeitmaschine führen dazu, dass die meisten Ereignisse des Films nie geschehen. Der Film endet mit dem alten Nick, der sich jetzt der Gefahr seiner Zeitmaschine bewusst ist und seine Demonstration sabotiert.